# Acrossocheilus paradoxus
Acrossocheilus paradoxus är en fiskart som först beskrevs av Günther, 1868.  Acrossocheilus paradoxus ingår i släktet Acrossocheilus och familjen karpfiskar. Inga underarter finns listade i Catalogue of Life.